# Amr Dijáb
ʿAmr ʿAbdal Básaṭ ʿAbdalʿazíz Dijáb (* 11. října 1961 v Port Said, Egypt, arabsky: عمرو عبد الباسط عبد العزيز دياب) je egyptský zpěvák, skladatel a herec. V letech 1998, 2002, 2007 a 2009 získal cenu na World Music Award za nejlépe se prodávajícího zpěváka arabského světa. Velkou popularitu zažívá také v Evropě, Americe a Asii. Hrál i v několika arabských filmech, většinou to byly hlavní role, ve kterých ztvárnil také nějakého zpěváka. Narodil se do umělecké rodiny a jeho otec jej od mládí vedl k hudbě a zpěvu.

## Diskografie
- El Leila Di (Tato noc) (2007)
- Kammel Kalamak (2005)
- Leily Nahary (Mé noci, mé dny) (2004)
- Allem Alby (Uč mé srdce) (2003)
- Aktar Wahed (2001)
- Tamally Maak (Vždycky s tebou) (2000)
- Amarain (1999)
- Awedony (1998)
- Nour El Ain (1996)
- Rag'een (1995)
- Weylomony (1994)
- Zekrayat (Vzpomínky) (1993)
- Ya Omrina (Náš čas života) (1993)
- Ayyamna (Naše dny) (1992)
- Ice Cream Fe Gleem (1992)
- Habiby (Miláčku) (1991)
- Matkhafeesh (1990)
- Shawwa'na (1989)
- Mayyal (1988)
- Khalseen (1988)
- Hala Hala (Ola Ola) (1987)
- Ghanny Men Albak (Zpívej ze svého srdce) (1986)
- Asef (1986)
- Ya Taree' (1985)